# Christian Mourier-Petersen

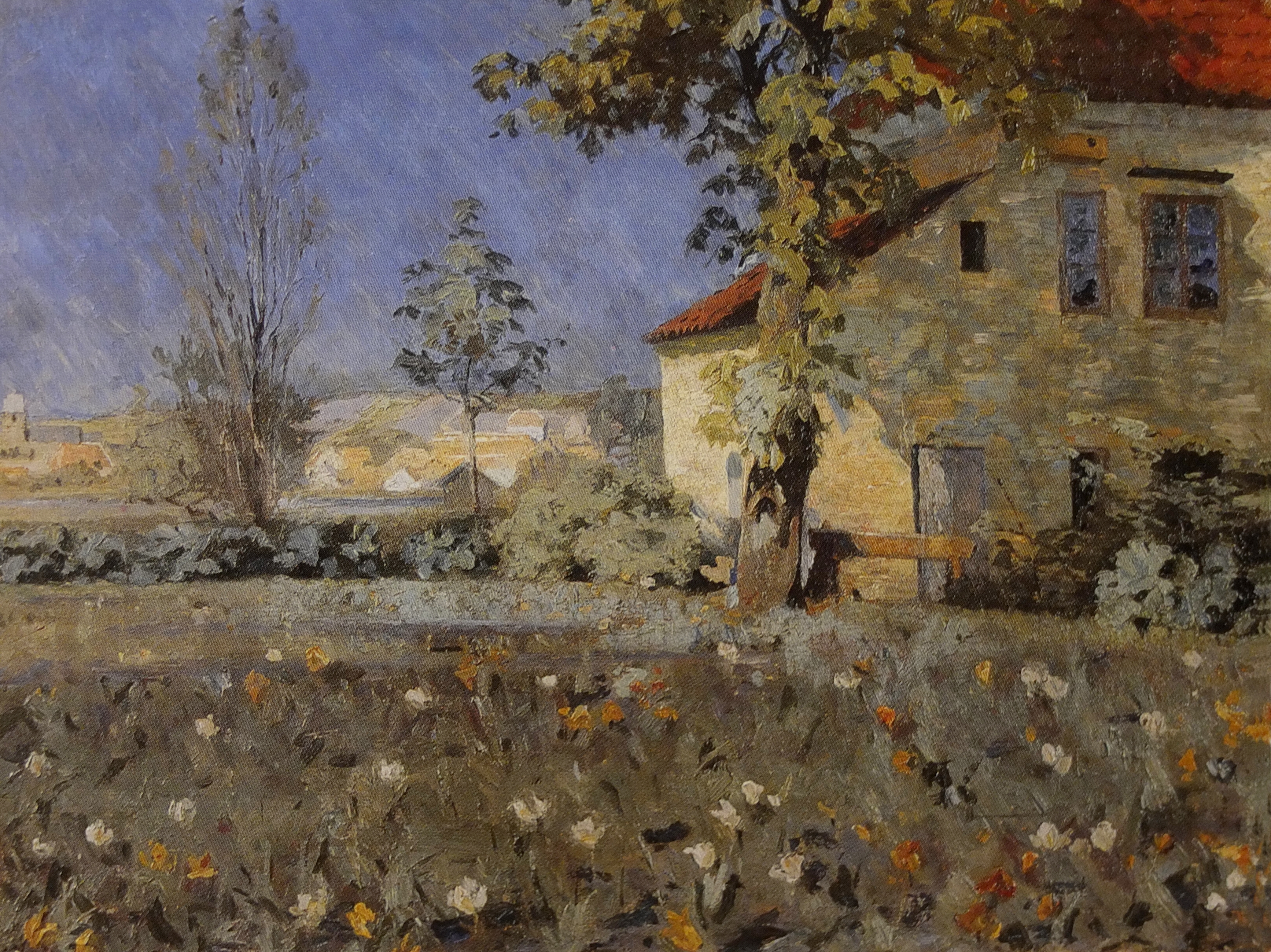
Casa no jardim, Christian Mourier Petersen, 1890. Museu Van Gogh, Amsterdão.

Christian Vilhelm Mourier-Petersen (26 de novembro de 1858, Randers – 19 de maio de 1945, Copenhage) foi um pintor dinamarquês. Estudou na Academia Real Dinamarquesa de Belas-Artes de abril de 1880 até o começo de 1883. Estudou também na Kunstnernes Frie Studieskoler sob o comando de Laurits Tuxen de 1883 até 1886.
Morou no exterior durante o final da década de 1880, principalmente na França. Foi um amigo de Vincent van Gogh, conhecendo-o em Arles. Em maio de 1888, viajou para Paris e lá frequentou o estúdio de Theo van Gogh. Conheceu também pintores impressionistas. Voltou para a Dinamarca, onde foi cocriou A Exibição Livre em 1890, da qual foi membro até 1932.